# 兀魯思
兀魯思（羅馬化：uls、傳統蒙古文：ᠤᠯᠤᠰ，發音uluš）是蒙古語当中表示“国家”、“人民”等含义的单词，该词的原義为“人众”。对于大多是遊牧民族的蒙古人而言，国家即为人众的集合体，因此二者是同義词。

## 歷史
在中世纪，“兀魯思”的意思是“部落”、“军队”及其衍生词，因此意为“國、邦”，蒙古帝国（Ikh Mongol Ulus）時特指其封邑，如术赤兀鲁思（更广为人知的名字是金帐汗国）、旭烈兀兀鲁思（伊兒汗國）等。

## 现代使用
现代蒙古语中，“兀魯思”一词一般用于指代“国家”，作为蒙古族建立的民族国家—蒙古国，其国名全称便是“蒙古·兀鲁思”（Монгол Улс）。曾經的蒙古人民共和国（Бүгд Найрамдах Монгол Ард Улс）使用的国名也包括“兀鲁思”。此外，布里亞特語和卡爾梅克語等蒙古語系語言也使用該詞稱呼俄羅斯聯邦下的共和國。
在俄罗斯的萨哈共和国，则把原先称为“Raion”的行政区划（在中文里一般译作“区”）改称“兀魯思”。